# タトラ・シェパード・ドッグ

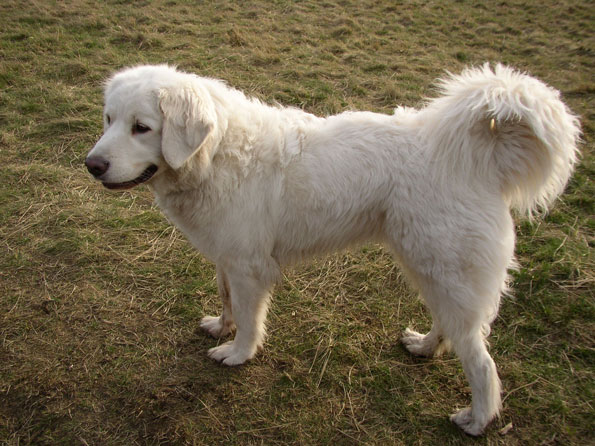
タトラ・シェパード・ドッグ

タトラ・シェパード・ドッグ（英：Tatra Shepherd Dog）とは、ポーランドのタトラ山脈原産の護蓄犬種である。別名はタトラ・マウンテン・ドッグ（英：Tatra Mountain Dog）、オフチャレク・タトシャンスキー（波：Owczarek Tatrzański）。単にタトラとも呼ばれている。グレート・ピレニーズなどとは親戚関係がある犬種である。

## 歴史
14世紀には既に犬種として存在していた。ルーツはハンガリーのクーバースで、イタリアのマレンマ・シープドッグの血も入っているのではないかとする説もある。親戚種と同じく、タトラも羊の群れを家畜泥棒から守るのに使われた。あらゆる天候下でも活動する事が出来、夜間も優秀に見張りを行っていた。ホワイトのコートのため、夜間でも部外者との区別がつけやすいというりてんも持っている。又、第二の用途として夏になると羊と一緒にコートを刈られて、その毛を織物に使ってセーターなどの衣類を作るのにも役立っていた。
原産地では作業犬として非常に重宝されていたため、2度の世界大戦中も大切に保護され、頭数が大幅に減少することはなかった。FCIへの公認後、本種の性格と外見のよさが注目され、広い地域に輸出が行われた。現在は護蓄犬としてだけでなくペットや警察犬、盲導犬などとしても使われ密かな人気を得ている。

## 特徴
他の親戚種に比べると体重は重く、コートは非常に厚くて密生している。このコートには雨風や雪、寒さなどをしのぐ事ができるという利点があるが、その一方で耐寒性が非常に高いため熱がこもりやすく、熱さには弱い。毛色はホワイトのみ。がっしりとした体格で力が強く、垂れ耳・ふさふさした垂れ尾。体高は雄65～70cm、雌60～65cmで体重は雌雄共に45～69kgの大型犬。性格は穏やかで従順、友好的である。状況判断力と学習力に富み、しつけの飲み込みが早い。他の犬や子供に対しても仲良く接する事が出来る。思わぬ事故を防ぐために静止が効くような訓練を行う必要はあるが、通常すぐに理解して学習してくれるためあまり訓練に時間はかからないとされる。運動量は多めである。

## 参考
- 『日本と世界の愛犬図鑑2007』（辰巳出版）佐草一優監修
- 『デズモンド・モリスの犬種事典』デズモンド・モリス著書、福山英也、大木卓訳 誠文堂新光社、2007年
- 『日本と世界の愛犬図鑑2009』（辰巳出版）藤原尚太郎編･著